# Левицький Богдан (капелан)
Богдан Левицький (1910, с. Верхня Лукавиця, тепер Моршинська міська громада, Львівська область — 12 грудня 1972, м. Нью-Йорк, США) — капелан дивізії СС «Галичина», ветеранський та громадський діяч української громади у США.

## Життєпис
Народився 1910 року в селі Верхня Лукавиця (тепер Моршинська міська громада, Львівська область) у сім'ї священника.
Навчався у Львові, був членом ОУН, перебував у польському концтаборі «Береза Картузька».
У 1943 році вступив до дивізії «Галичина», пройшов вишкіл капеланів у Зеннгаймі та був призначений духівником 31-го полку.
Брав участь у битві під Бродами та зумів прорватися із оточення. Пройшов увесь бойовий шлях із дивізією. 
Перебував у американському полоні, де продовжував виконувати душпастирські обов'язки. 
На еміграції у США. 

## Нагороди
- Залізний хрест 2-го класу.